# Lijst van voetbalinterlands Ivoorkust - Zweden
Deze lijst van voetbalinterlands is een overzicht van alle officiële voetbalwedstrijden tussen de nationale teams van Ivoorkust en Zweden. De landen hebben tot op heden drie keer tegen elkaar gespeeld. De eerste ontmoeting was een vriendschappelijke wedstrijd in Le Mans (Frankrijk) op 15 november 2006. Het laatste duel, eveneens een vriendschappelijke wedstrijd, vond plaats op 8 januari 2017 in Abu Dhabi (Verenigde Arabische Emiraten).

## Wedstrijden
| № | Plaats    | Datum            | Competitie        | Wedstrijd          | Uitslag |
| - | --------- | ---------------- | ----------------- | ------------------ | ------- |
| 1 | Le Mans   | 15 november 2006 | Vriendschappelijk | Ivoorkust − Zweden | 1 − 0   |
| 2 | Abu Dhabi | 15 januari 2015  | Vriendschappelijk | Zweden − Ivoorkust | 2 − 0   |
| 3 | Abu Dhabi | 8 januari 2017   | Vriendschappelijk | Ivoorkust − Zweden | 2 − 1   |

## Samenvatting
| Competitie        | Totaal gespeeld | Winst Ivoorkust | Gelijk | Winst Zweden | Doelsaldo Ivoorkust – Zweden |
| ----------------- | --------------- | --------------- | ------ | ------------ | ---------------------------- |
| Vriendschappelijk | 3               | 2               | 0      | 1            | 3 – 3                        |
| Totaal            | 3               | 2               | 0      | 1            | 3 – 3                        |

## Details

### Eerste ontmoeting
| Vriendschappelijk (Le Mans, Frankrijk, 15 november 2006): |              | |
| Ivoorkust | 1 – 0        | Zweden |
| Didier Drogba 37' | goals        | |
| Uli Stielike | bondscoach   | Lars Lagerbäck |
| Barry Boubacar Copa Steve Gohouri Abdoulaye Méïté Seydou Kanté Kolo Touré 46' Arthur Boka Gilles Yapi Yapo Emerse Faé 46' Bakari Koné 90' Arouna Koné 46' Didier Drogba 63' | opstellingen | Rami Shaaban Daniel Majstorović Petter Hansson Erik Edman Martin Ericsson 46' Christian Wilhelmsson Mikael Nilsson 85' Daniel Andersson 63' Lasse Nilsson Markus Rosenberg Kennedy Bakırcıoğlu |
| Didier Zokora 46' Yaya Touré 46' Abdul Kader Keïta 46' Aruna Dindane 63' Kandia Traoré 90'                                                                                  | wissels      | 46' Stefan Ishizaki 63' Fredrik Berglund 85' Samuel Holmén |
| | gele kaarten | 83' Daniel Andersson |
| - Debuut van Samuel Holmén voor Zweden. |              | |

### Tweede ontmoeting
| Vriendschappelijk (Abu Dhabi, Verenigde Arabische Emiraten, 15 januari 2015): |              | |
| Zweden | 2 – 0        | Ivoorkust |
| Johan Mårtensson 65' Marcus Rohdén 87' | goals        | |
| Erik Hamrén | bondscoach   | Hervé Renard |
| Robin Olsen Emil Krafth 56' Erik Johansson Per Karlsson Ludwig Augustinsson 74' Oscar Lewicki Marcus Rohdén Johan Mårtensson 89' Johan Elmander 64' Isaac Thelin 82' Nabil Bahoui 85' | opstellingen | Sylvain Gbohouo 46' Kolo Touré Eric Bailly 72' Cheick Tioté Gervinho 79' Wilfried Bony Max Gradel Serge Aurier 72' Yaya Touré 46' Wilfried Kanon 46' Salomon Kalou |
| Johan Larsson 56' Anton Tinnerholm 64' Simon Gustafson 74' Mikael Ishak 82' Nicklas Bärkroth 85' Sebastian Holmén 89' | wissels      | 46' Ousmane Viera 46' Seydou Doumbia 46' Siaka Tiéné 72' Cheick Doukouré 72' Serey Die 79' Lacina Traoré                                                           |
| | gele kaarten | 41' Cheick Tioté |
| - Debuut van Robin Olsen (Malmö FF), Marcus Rohdén (IF Elfsborg), Ludwig Augustinsson (FC København), Simon Gustafson (BK Häcken), Johan Mårtensson (Helsingborgs IF), Sebastian Holmén (IF Elfsborg), Nicklas Bärkroth (IFK Norrköping), Mikael Ishak (Randers FC) en Anton Tinnerholm (Malmö FF) voor Zweden. |              | |

### Derde ontmoeting
| Vriendschappelijk (Abu Dhabi, Verenigde Arabische Emiraten, 8 januari 2017): |              | |
| Ivoorkust | 2 – 1        | Zweden |
| Serge N'Guessan 45' Giovanni Sio 50' | goals        | 39' (e.d.) Wilfried Kanon |
| Michel Dussuyer | bondscoach   | Janne Andersson |
| Sylvain Gbohouo Serge Aurier 77' Franck Kessie Wilfried Kanon Adama Traoré Serey Die 46' Victorien Angban 46' Nicolas Pepe 46' Serge N'Guessan 46' Salomon Kalou 46' Wilfried Bony 46' | opstellingen | Peter Abrahamsson Linus Wahlqvist Franz Brorsson Viktor Claesson Emil Salomonsson 62' Nicklas Bärkroth 74' Oscar Lewicki Sebastian Andersson 74' Kristoffer Olsson 62' Per Frick 46' Pa Konate |
| Max Gradel 46' Cheick Doukouré 46' Simon Deli 46' Jean Michael Seri 46' Wilfried Zaha 46' Giovanni Sio 46' Mamadou Bagayoko 77' | wissels      | 46' Joakim Nilsson 62' David Moberg Karlsson 62' Alexander Isak 74' Saman Ghoddos 74' Joel Allansson                                                                                           |
| - Debuut van Peter Abrahamsson (BK Häcken), Franz Brorsson (Malmö FF), David Moberg Karlsson (IFK Norrköping), Saman Ghoddos (Östersunds FK), Sebastian Andersson (IFK Norrköping), Kristoffer Olsson (FC Midtjylland), Joel Allansson (Randers FC), Per Frick (IF Elsborg) en Alexander Isak (AIK Solna) voor Zweden. |              | |

FIF · A-internationals · Selecties · Bondscoaches · Statistieken · Ivoriaans vrouwenelftal · Ivoorkust U21 · Ivoorkust U20 · Ivoorkust U19 · Ivoorkust U18 · Ivoorkust U17
1960 – 1969 ·
1970 – 1979 ·
1980 – 1989 ·
1990 – 1999 ·
2000 – 2009 ·
2010 – 2019 ·
2020 − 2029
WK 2006 · 
WK 2010 · 
WK 2014
OS 2008 · 
OS 2020
1960 ·
1961 ·
1962 ·
1963 ·
1964 · 
1965 ·
1966 · 
1967 ·
1968 ·
1969 ·
1970 ·
1971 ·
1972 ·
1973 ·
1974 ·
1975 ·
1976 ·
1977 ·
1978 · 
1979 ·
1980 ·
1981 · 
1982 ·
1983 ·
1984 ·
1985 ·
1986 ·
1987 ·
1988 ·
1989 ·
1990 ·
1991 ·
1992 · 
1993 · 
1994 · 
1995 · 
1996 · 
1997 · 
1998 · 
1999 · 
2000 · 
2001 · 
2002 · 
2003 · 
2004 · 
2005 · 
2006 · 
2007 · 
2008 · 
2009 · 
2010 · 
2011 · 
2012 · 
2013 ·
2014 ·
2015 ·
2016 ·
2017 ·
2018 ·
2019 ·
2020 ·
2021 ·
2022 ·
2023 ·
2024 ·
2025
Algerije ·
Angola ·
Argentinië ·
België ·
Benin ·
Bosnië en Herzegovina ·
Botswana ·
Brazilië ·
Burkina Faso ·
Burundi ·
Canada ·
Centraal-Afrikaanse Republiek ·
Chili ·
Colombia ·
Comoren ·
Congo-Brazzaville ·
Congo-Kinshasa ·
Duitsland ·
Egypte ·
El Salvador ·
Engeland ·
Equatoriaal-Guinea ·
Ethiopië ·
Frankrijk ·
Gabon ·
Gambia ·
Ghana ·
Griekenland ·
Guinee ·
Guinee-Bissau ·
Hongarije ·
Israël ·
Italië ·
Japan ·
Jordanië ·
Kameroen ·
Kenia ·
Koeweit ·
Lesotho ·
Liberia ·
Libië ·
Madagaskar ·
Malawi ·
Mali ·
Marokko ·
Mauritanië ·
Mauritius ·
Mexico ·
Moldavië ·
Mozambique ·
Namibië ·
Nederland ·
Nieuw-Zeeland ·
Niger ·
Nigeria ·
Noord-Korea ·
Oeganda ·
Oostenrijk ·
Paraguay ·
Polen ·
Portugal ·
Qatar ·
Roemenië ·
Rusland ·
Rwanda ·
Senegal ·
Servië en Montenegro ·
Seychellen ·
Sierra Leone ·
Slovenië ·
Soedan ·
Spanje ·
Tanzania ·
Togo ·
Tsjaad ·
Tunesië ·
Turkije ·
Uruguay ·
Verenigde Staten ·
Zambia ·
Zimbabwe ·
Zuid-Afrika ·
Zuid-Korea ·
Zweden ·
Zwitserland
Argentinië (2006) · 
Colombia (2014) ·
Ghana (2015) ·
Griekenland (2014) · 
Japan (2014) ·  
Nederland (2006) · 
Noord-Korea (2010) · 
Servië en Montenegro (2006) ·
Zambia (2012)
SvFF · A-internationals · Selecties · Bondscoaches · Zweeds vrouwenelftal · Olympisch elftal · Zweden U21 · Zweden U20 · Zweden U19 · Zweden U18 · Zweden U17 · Zweden U16 · Vrouwen U17
1908 – 1919 ·
1920 – 1929 ·
1930 – 1939 ·
1940 – 1949 ·
1950 – 1959 ·
1960 – 1969 ·
1970 – 1979 ·
1980 – 1989 ·
1990 – 1999 ·
2000 – 2009 ·
2010 – 2019 ·
2020 − 2029
EK 1960 · 
EK 1964 · 
EK 1968 · 
EK 1972 · 
EK 1976 · 
EK 1980 · 
EK 1984 · 
EK 1988 · 
EK 1992 ·
EK 1996 · 
EK 2000 ·
EK 2004 ·
EK 2008 ·
EK 2012 · 
EK 2016 · 
EK 2020
WK 1930 · 
WK 1934 ·
WK 1938 ·
WK 1950 ·
WK 1954 · 
WK 1958 ·
WK 1962 · 
WK 1966 · 
WK 1970 ·
WK 1974 ·
WK 1978 ·
WK 1982 · 
WK 1986 · 
WK 1990 ·
WK 1994 ·
WK 1998 · 
WK 2002 ·
WK 2006 ·
WK 2010 · 
WK 2014 · 
WK 2018
OS 1908 · 
OS 1912 · 
OS 1920 · 
OS 1924 · 
OS 1928 · 
OS 1932 · 
OS 1936 · 
OS 1948 · 
OS 1952 · 
OS 1956 · 
OS 1964 · 
OS 1968 · 
OS 1972 · 
OS 1976 · 
OS 1980 · 
OS 1984 · 
OS 1988 · 
OS 1992 · 
OS 1996 · 
OS 2000 · 
OS 2004 · 
OS 2008 · 
OS 2012 · 
OS 2016
1908 · 
1909 · 
1910 · 
1911 · 
1912 · 
1913 · 
1914 · 
1915 · 
1916 · 
1917 · 
1918 · 
1919 · 
1920 · 
1921 · 
1922 · 
1923 · 
1924 · 
1925 · 
1926 · 
1927 · 
1928 · 
1929 · 
1930 · 
1931 · 
1932 · 
1933 · 
1934 · 
1935 · 
1936 · 
1937 · 
1938 · 
1939 · 
1940 ·
1941 ·
1942 ·
1943 ·
1944  ·
1945 · 
1946 · 
1947 · 
1948 · 
1949 · 
1950 · 
1952 · 
1952 · 
1953 · 
1954 · 
1955 · 
1956 · 
1957 · 
1958 · 
1959 ·
1960 · 
1961 · 
1962 · 
1963 · 
1964 · 
1965 · 
1966 · 
1967 · 
1968 · 
1969 ·
1970 · 
1971 · 
1972 · 
1973 · 
1974 · 
1975 · 
1976 · 
1977 · 
1978 · 
1979 ·
1980 · 
1981 · 
1982 · 
1983 · 
1984 · 
1985 · 
1986 · 
1987 · 
1988 · 
1989 · 
1990 · 
1991 · 
1992 · 
1993 · 
1994 · 
1995 · 
1996 · 
1997 · 
1998 · 
1999 · 
2000 · 
2001 · 
2002 · 
2003 · 
2004 · 
2005 · 
2006 · 
2007 · 
2008 · 
2009 · 
2010 · 
2011 · 
2012 · 
2013 · 
2014 · 
2015 · 
2016 · 
2017 · 
2018 ·
2019 ·
2020 ·
2021
Albanië ·
Algerije ·
Argentinië ·
Armenië ·
Australië ·
Azerbeidzjan ·
Bahrein ·
Barbados ·
België ·
Bosnië en Herzegovina ·
Botswana ·
Brazilië ·
Bulgarije ·
Chili ·
China ·
Colombia ·
Costa Rica ·
Cuba ·
Cyprus ·
DDR ·
Denemarken ·
Duitsland ·
Ecuador ·
Egypte ·
Engeland ·
Estland ·
Faeröer ·
Finland ·
Frankrijk ·
Georgië ·
Griekenland ·
Hongarije ·
Ierland ·
IJsland ·
Iran ·
Israël ·
Italië ·
Ivoorkust ·
Jamaica ·
Japan ·
Joegoslavië ·
Jordanië ·
Kameroen ·
Kazachstan ·
Kosovo ·
Kroatië ·
Letland ·
Liechtenstein ·
Litouwen ·
Luxemburg ·
Maleisië ·
Malta ·
Mexico ·
Moldavië ·
Montenegro ·
Nederland ·
Nieuw-Zeeland ·
Nigeria ·
Noord-Ierland ·
Noord-Korea ·
Noord-Macedonië ·
Noorwegen ·
Oekraïne ·
Oezbekistan ·
Oman ·
Oostenrijk ·
Paraguay ·
Peru ·
Polen ·
Portugal ·
Qatar ·
Roemenië ·
Rusland ·
San Marino ·
Saoedi-Arabië ·
Schotland ·
Senegal ·
Servië ·
Singapore ·
Slovenië ·
Slowakije ·
Sovjet-Unie ·
Spanje ·
Syrië ·
Thailand ·
Trinidad en Tobago ·
Tsjechië ·
Tsjecho-Slowakije ·
Tunesië ·
Turkije ·
Uruguay ·
Venezuela ·
Verenigde Arabische Emiraten ·
Verenigde Staten ·
Verenigd Koninkrijk ·
Wales ·
Wit-Rusland ·
Zuid-Afrika ·
Zuid-Korea ·
Zwitserland
Brazilië (1958) ·
Duitsland (2006) ·
Duitsland (2018) ·
Engeland (2006) ·
Engeland (2012) ·
Engeland (2018) ·
Frankrijk (2012) ·
Griekenland (2008) ·
Ierland (2016) ·
Italië (2016) ·
Mexico (2018) ·
Oekraïne (2012) ·
Oekraïne (2021) ·
Paraguay (2006) ·
Polen (2021) ·
Rusland (2008) ·
Slowakije (2021) ·
Spanje (2008) ·
Spanje (2021) ·
Trinidad en Tobago (2006) ·
Zuid-Korea (2018) ·
Zwitserland (2018)